# Ranunculus membranaceus
Ranunculus membranaceus là một loài thực vật có hoa trong họ Mao lương. Loài này được Royle miêu tả khoa học đầu tiên năm 1839.